# Quatre-Septembre
Quatre-Septembre är en tunnelbanestation i Paris metro för linje 3 i andra arrondissementet. Stationen öppnades år 1904 och är belägen under Rue du Quatre-Septembre, från vilken den fått sitt namn. Rue du Quatre-Septembre är i sin tur uppkallad efter utropandet av Tredje franska republiken den 4 september (quatre septembre) 1870.

## Omgivningar
- Notre-Dame-des-Victoires
- Rue de Choiseul
- Rue Monsigny
- Rue de Hanovre
- Rue de La Michodière

## Bilder
| - Tunnelbanestationen Quatre-Septembre. - Notre-Dame-des-Victoires. - Rue de Choiseul. - Rue de La Michodière. - Rue du Quatre-Septembre. |